# Cirrhilabrus johnsoni
Cirrhilabrus johnsoni là một loài cá biển thuộc chi Cirrhilabrus trong họ Cá bàng chài. Loài này được mô tả lần đầu tiên vào năm 1988.

## Từ nguyên
Từ định danh johnsoni được đặt theo tên của David S. Johnson, một nhiếp ảnh gia dưới nước tại đảo Kwajalein, người đầu tiên phát hiện và đã thu thập mẫu định danh của loài cá này.

## Phạm vi phân bố và môi trường sống
Ban đầu, C. johnsoni được ghi nhận tại hai đảo san hô Kwajalein và Enewetak thuộc quần đảo Marshall, nhưng đã mở rộng phạm vi về phía tây đến các cụm đảo thuộc Liên bang Micronesia.
C. johnsoni lại sinh sống tập trung ở những khu vực có sự phát triển của các loài tảo (chủ yếu là Halimeda, Caulerpa, Padina và Dictyota) thay vì là nền đá vụn như những loài Cirrhilabrus khác, và được tìm thấy độ sâu khoảng 18–28 m.

## Mô tả
Chiều dài lớn nhất được ghi nhận ở C. johnsoni là 6 cm.
Cá đực có màu cam, chuyển sang màu vàng ở bụng. Có hai dải sọc tím dọc theo chiều dài cơ thể: một ở lưng và một ở bụng (nhưng sọc ở bụng lại đứt đoạn gần vùng hậu môn). Đầu cũng có có các vệt sọc tím tương tự. Một vệt màu sáng đặc trưng của loài này nằm phía trên gốc vây ngực, cùng màu với sọc lưng. Trừ vây ngực trong suốt, các vây còn lại đều có màu đỏ. Vây lưng và vây hậu môn có các vệt đen mờ, viền xanh lam ở rìa, ánh kim hơn khi vào mùa giao phối. Vây đuôi có hình lưỡi liềm, màu xanh coban ở giữa vây và trong suốt ở nửa sau, hai thùy đuôi dài và nhọn. Mống mắt màu đỏ cam.
Khi đến mùa giao phối, toàn thân cá đực trở nên sẫm cam hơn, và các vây chuyển sang màu đỏ thẫm. Vệt đốm trên gốc vây ngực và hai dải sọc tím ở lưng và bụng ánh màu xanh sáng, cũng như các dải viền màu xanh lam ở rìa các vây cũng trở thành màu xanh ánh kim.
Cá cái màu đỏ cam với các đường sọc mảnh màu tím nhạt dọc theo chiều dài cơ thể. Vây đuôi bo tròn. Các vây trong mờ, màu vàng. Đốm đen nhỏ trên cuống đuôi ở cá con, mờ dần khi chúng phát triển thành cá cái.
Số gai ở vây lưng: 11; Số tia vây ở vây lưng: 9; Số gai ở vây hậu môn: 3; Số tia vây ở vây hậu môn: 9; Số tia vây ở vây ngực: 14–16; Số gai ở vây bụng: 1; Số tia vây ở vây bụng: 5.

## Phân loại học
C. johnsoni là thành viên của nhóm phức hợp loài Cirrhilabrus lunatus, cùng với các loài Cirrhilabrus isosceles, Cirrhilabrus brunneus và Cirrhilabrus squirei.

## Sinh thái học
C. johnsoni thường sống theo nhóm như những loài cùng chi. Thức ăn của chúng là động vật phù du.

## Thương mại
C. johnsoni được thu thập trong ngành buôn bán cá cảnh và được bán với giá khá đắt, khoảng 300 USD một con tại Hoa Kỳ.

### Trích dẫn
- John E. Randall (1988). "Five New Wrasses of the genera Cirrhilabrus and Paracheilinus(Perciformes: Labridae) from the Marshall Islands" (PDF). Micronesica. Quyển 21. tr. 200–226.